# Casa Baiges
Casa Baiges és un edifici d'estil racionalista de l'Hospitalet de Llobregat (Barcelonès), protegit com a bé cultural d'interès local.

## Descripció
És un edifici entre mitgeres que fa cantonada. Consta de planta baixa i sis pisos i està rematat per un terrat. En les dues façanes dominen les línies rectes, marcades per les obertures que formen una quadrícula regular, però la cantonada està formada per un cos semicircular que sobresurt de la façana i crea dinamisme. Hi ha alguns balcons els quals tenen la barana de ferro forjat.
L'accés es fa per dues escales, una per cada carrer. Hi ha quatre pisos per replà i tres patis de ventilació interiors.

## Història
Construït per Ramon Puig i Gairalt, a la mateixa època que el "gratacel", és un exemple de l'etapa racionalista de l'autor. En aquest edifici l'arquitecte continua experimentant en els jocs volumètrics dels edificis en alçada.
L'edifici es va construir en un moment en què aquest barri va tenir una important arribada d'immigrants per causa de les obres del Metro.